# Escudo de Arbós

Representación del escudo de armas de Arbós.

El escudo de armas de Arbós se describe, según la terminología precisa de la heráldica, por el siguiente blasón:

Escudo partido. 1º de oro, cuatro palos de gules; 2º de plata, un madroño arrancado de sinople frutado de gules.

La señal real hace alusión al hecho de que Arbós tiene la condición de villa real. El madroño (en catalán arboç) hace referencia al nombre de la población.